# Neocribrella
Neocribrella es un género de foraminífero bentónico de la Subfamilia Sestronophorinae, de la Familia Eponididae, de la Superfamilia Discorboidea, del Suborden Rotaliina y del Orden Rotaliida. Su especie-tipo es Discorbina globigerinoides. Su rango cronoestratigráfico abarca el Luteciense (Eoceno medio).

## Clasificación
Neocribrella incluye a la siguiente especie:
- Neocribrella globigerinoides †